# Sky Atlantic
Sky Atlantic je televizní kanál vlastněný společností British Sky Broadcasting, který zahájil vysílání 1. února 2011 v satelitní platformě Sky ve Spojeném království a Irsku. Sky Atlantic je dostupný jak ve standardním, tak i ve vysokém rozlišení obrazu.(zde pod názvem Sky Atlantic HD). Stuart Murphy tak rozšíří svou působnost a bude nyní vést kanály Sky1, Sky2, Pick TV a Sky Atlantic.
Programy na tomto kanálu mohou diváci sledovat i pomocí služby Sky Anytime+. Majitelé jiných větších britských Pay-TV (BT Vision a Virgin Media) vedli se společností BSkyB jednání ohledně zařazení tohoto kanálu do jejich nabídky, tato jednání ale nebyla úspěšná, v případě Virgin Media kvůli ceně.
Již 25. října 2010 bylo oznámeno, že bude kanál zařazen na programovou pozici 108, na které byl do této doby dostupný kanál Sky3. Sky Atlantic byl také součástí nového systému příjmu kanálů ve vysokém rozlišení, který vešel v platnost dne 1. února 2011, kdy byla zákazníkům s aktivní HD nabídkou prohozena většina kanálů v HD s jejich simulcasty v HD. V praxi tak zákazník se standardní nabídkou (bez HD kanálů) najde kanál Sky Atlantic na pozici 108, zákazník s HD nabídkou však na stejné pozici najde kanál ve vysokém rozlišení a kanál v rozlišením standardním na pozici 173.

## Programming
Na kanále Sky Atlantic jsou vysílány hlavně pořady vyrobené ve USA. Z tohoto počtu je 40 procent přímo od HBO. I přes orientaci k dramatu je možné v programu stanice najít i komedie, filmy a také pořady ze sesterského kanálu Sky Arts. Sky také potvrdilo nasazení minimálně šesti britských akvizicí každý rok.
Kanál Sky Atlantic byl spuštěn díky pětiletému kontraktu mezi BSkyB a HBO, který zaručuje exkluzivní přístup do archívu HBO, možnost vysílat všechny nové pořady HBO a možnost ko-produkce s HBO. Sky také oznámila, že nabídne minimálně o 25% více než konkurenční BBC, aby získala vysílací práva na pořad Mad Men z produkce Lionsgate Television. 5. ledna si také Sky díky kontraktu s CBS Studios International zajistila seriály Blue Bloods a The Borgias.
Sky také uzavřela kontrakt na odvysílání seriálů italské televize Rai, z produkce Rai Fiction

### Seznam pořadů vysílaných na stanici Sky Atlantic
- 24 hodin
- Andělé v Americe
- Battlestar Galactica
- Big Love
- Blue Bloods
- Boardwalk Empire
- Bored to Death
- Curb Your Enthusiasm
- Eastbound & Down
- Empire Falls
- Enlightened
- Entourage
- Pohotovost
- Flight of the Conchords
- Funny or Die
- Hra o trůny
- Generation Kill
- How To Make It In America
- Hung
- In Treatment
- Inside the Actors Studio
- Luck
- Mad Men
- Mildred Pierce
- Odpočívej v pokoji
- Prison Break
- Show Jerryho Seinfelda
- Star Trek
- Star Trek: Vesmírná loď Voyager
- Tell Me You Love Me
- The Borgias
- The Mind of the Married Man
- The Pacific
- Sopránovi
- The Wire
- Akta X
- Thirtysomething
- This is Jinsy
- Treme
- Tráva